# Karl Gussow

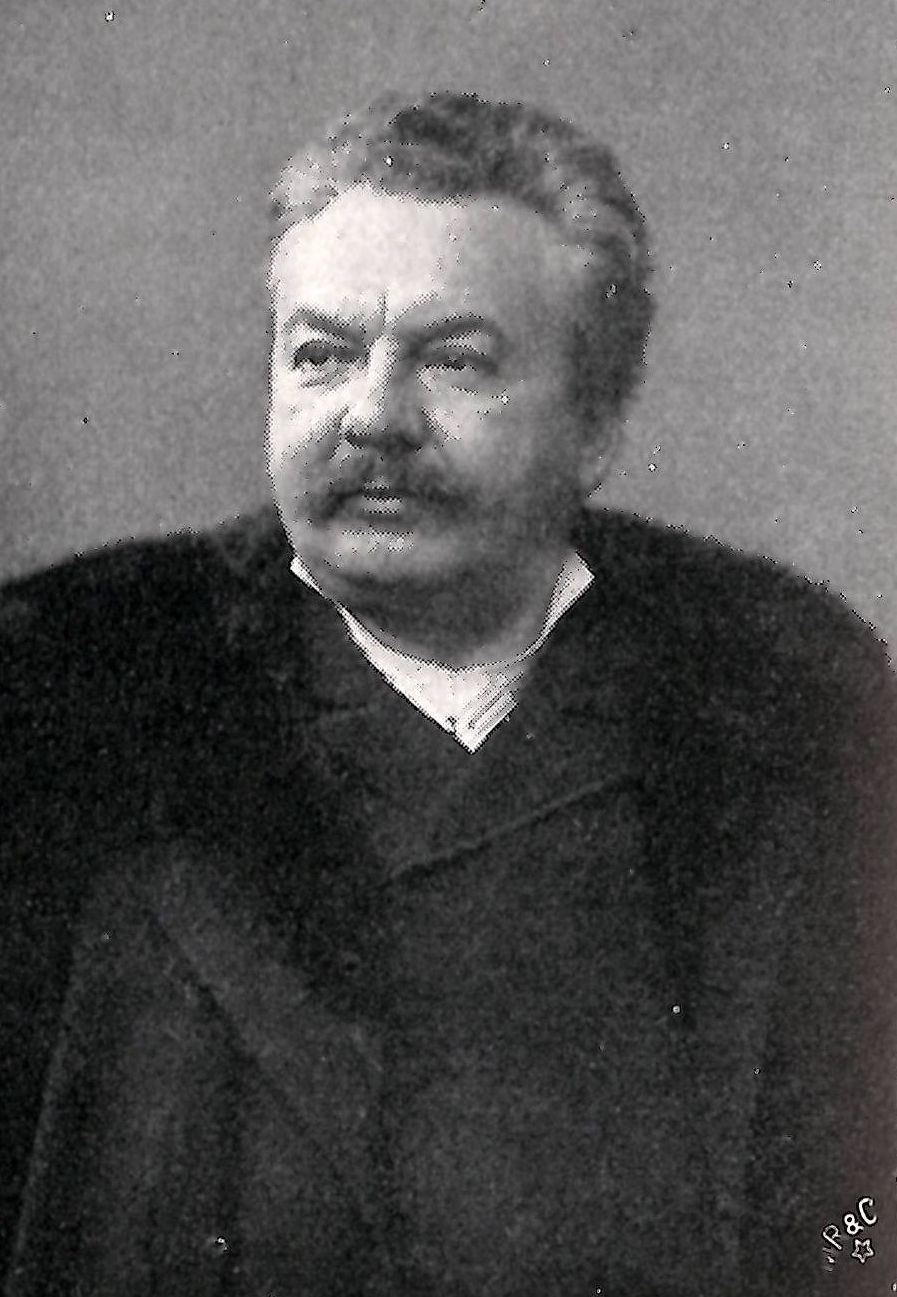
Karl Gussow, fotografiert von Wilhelm Fechner

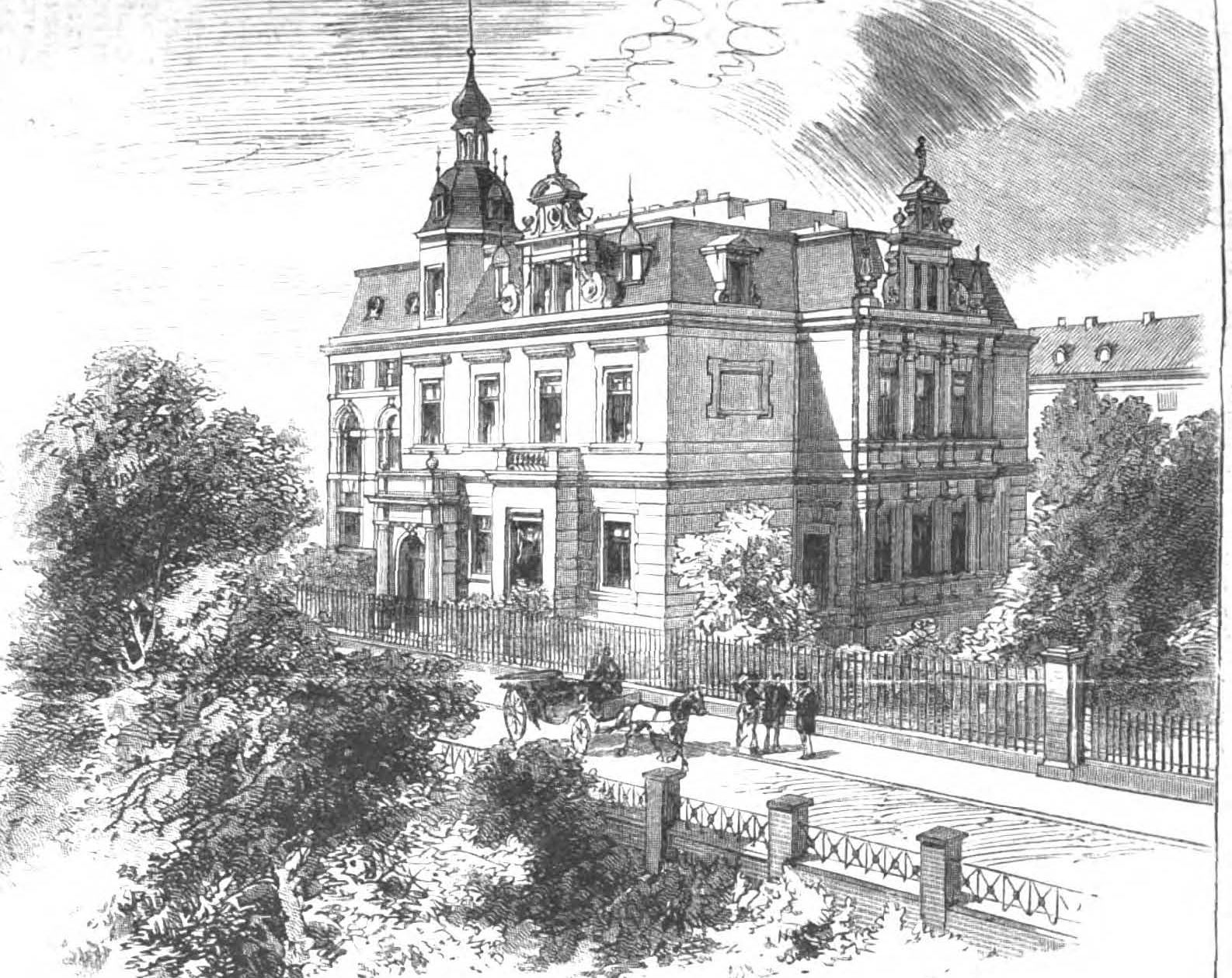
Villa Gussow in der Buchenstraße in Berlin (1885)

Karl Gussow, auch Carl Gussow (* 25. Februar 1843 in Havelberg; † 27. März 1907 in Pasing), war ein deutscher Maler und Hochschullehrer.

## Leben
Gussow studierte Malerei an der Großherzoglich-Sächsischen Kunstschule Weimar. Anschließend war er in Italien und in Weimar tätig, wo er sich Arthur von Ramberg anschloss. In den 1870er Jahren folgte er dem Ruf an die Großherzoglich Badischen Kunstschule in Karlsruhe. Ab 1876 bis etwa 1880/81 war er als Professor an der Königlichen Akademie der Künste in Berlin tätig. Im Jahr 1883 lehrte er dann in München.
Karl Gussow zählte zu den Realisten. Er war bekannt dafür, dass er besonders kurz gearbeitete Pinsel binden ließ und damit sehr spezielle Lasuren herstellen konnte. Nach ihm ist der Gussowpinsel benannt.

## Werke (Auszug)
- 1872: Die Weiße Rose
- 1878: Bildnis der Hedwig Woworsky, geb. Heckmann (Alte Nationalgalerie, Berlin)[2]
- 1880: Provinzieller Charme

## Galerie

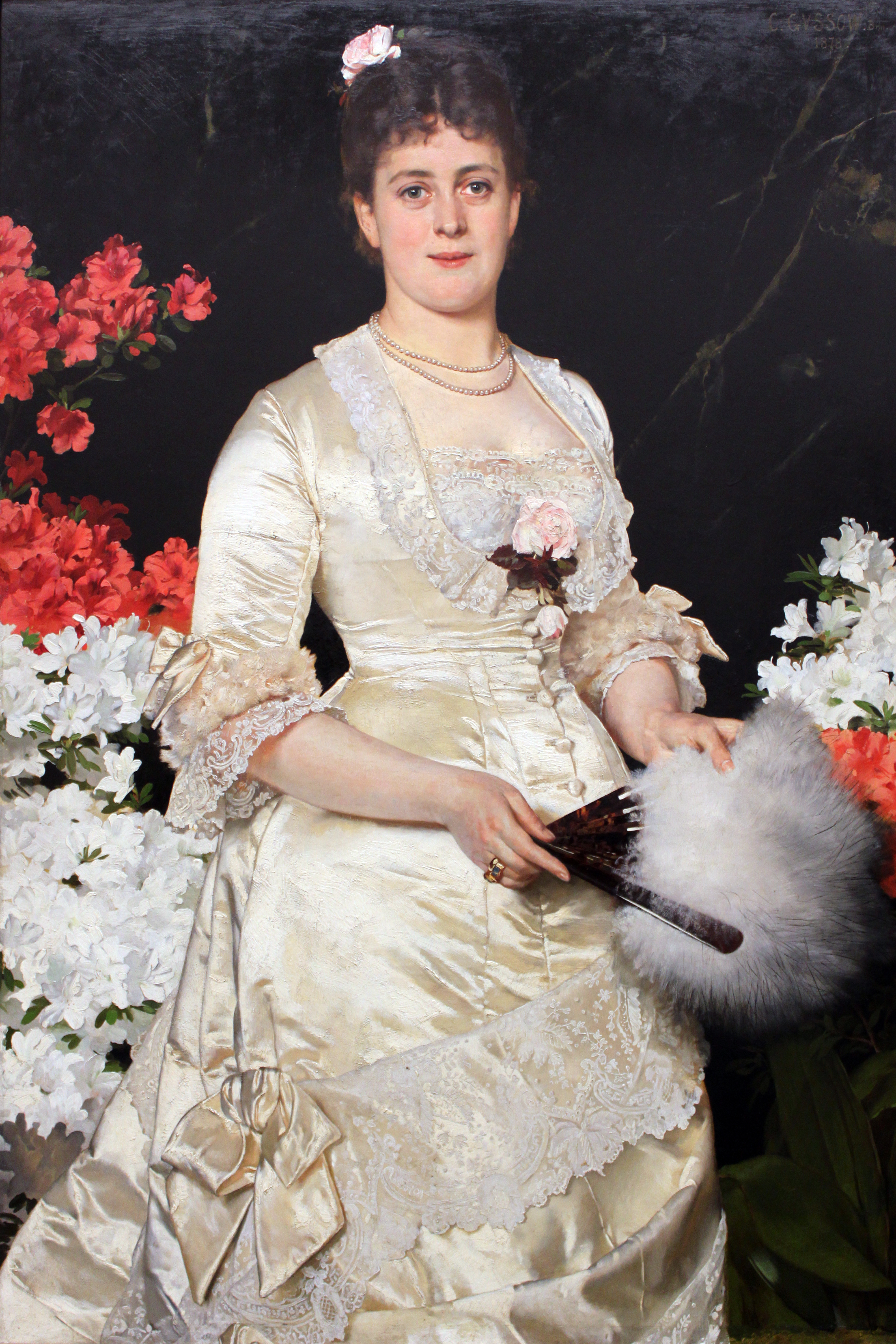
Hedwig Woworsky, 1878
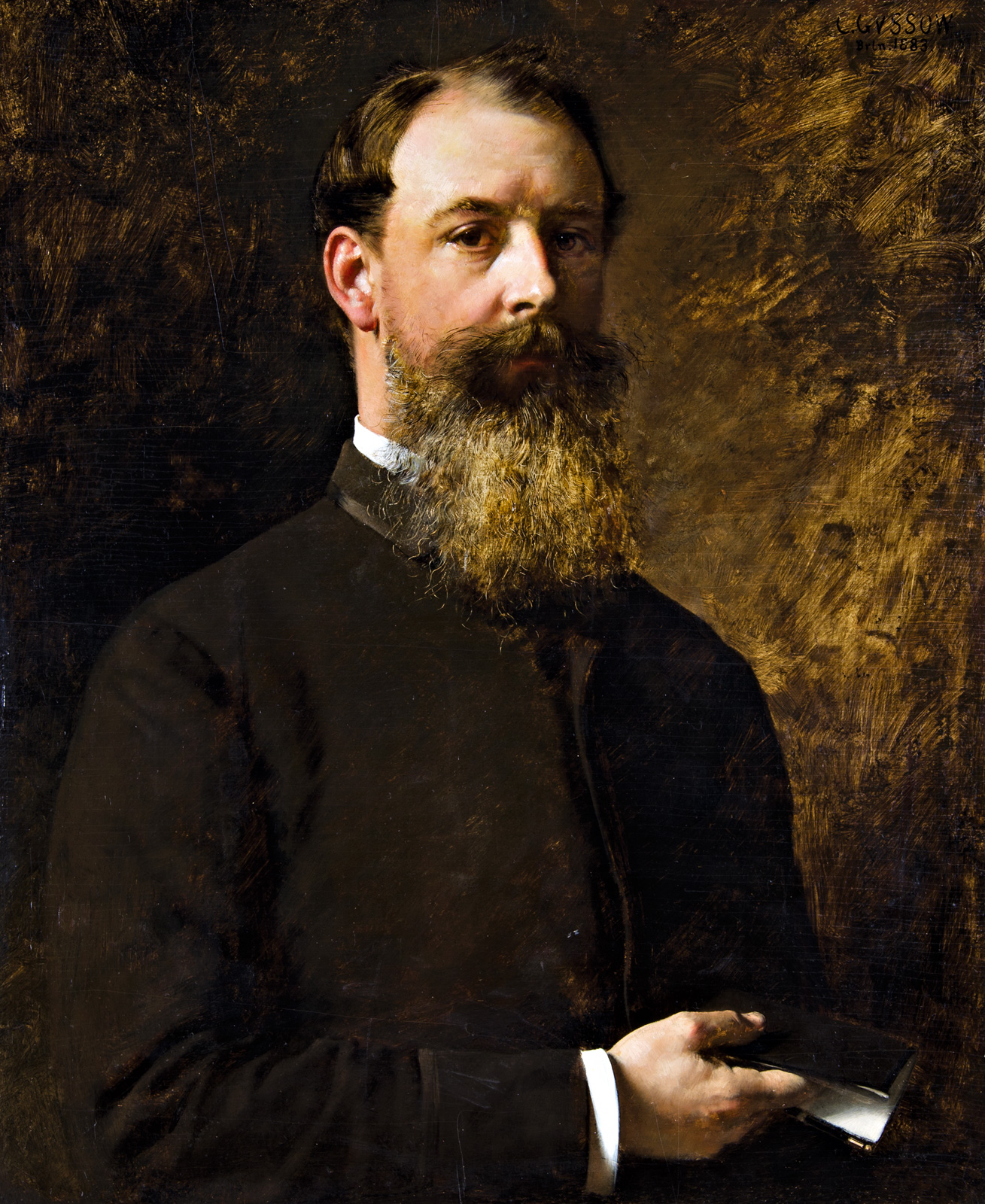
Porträt, 1883
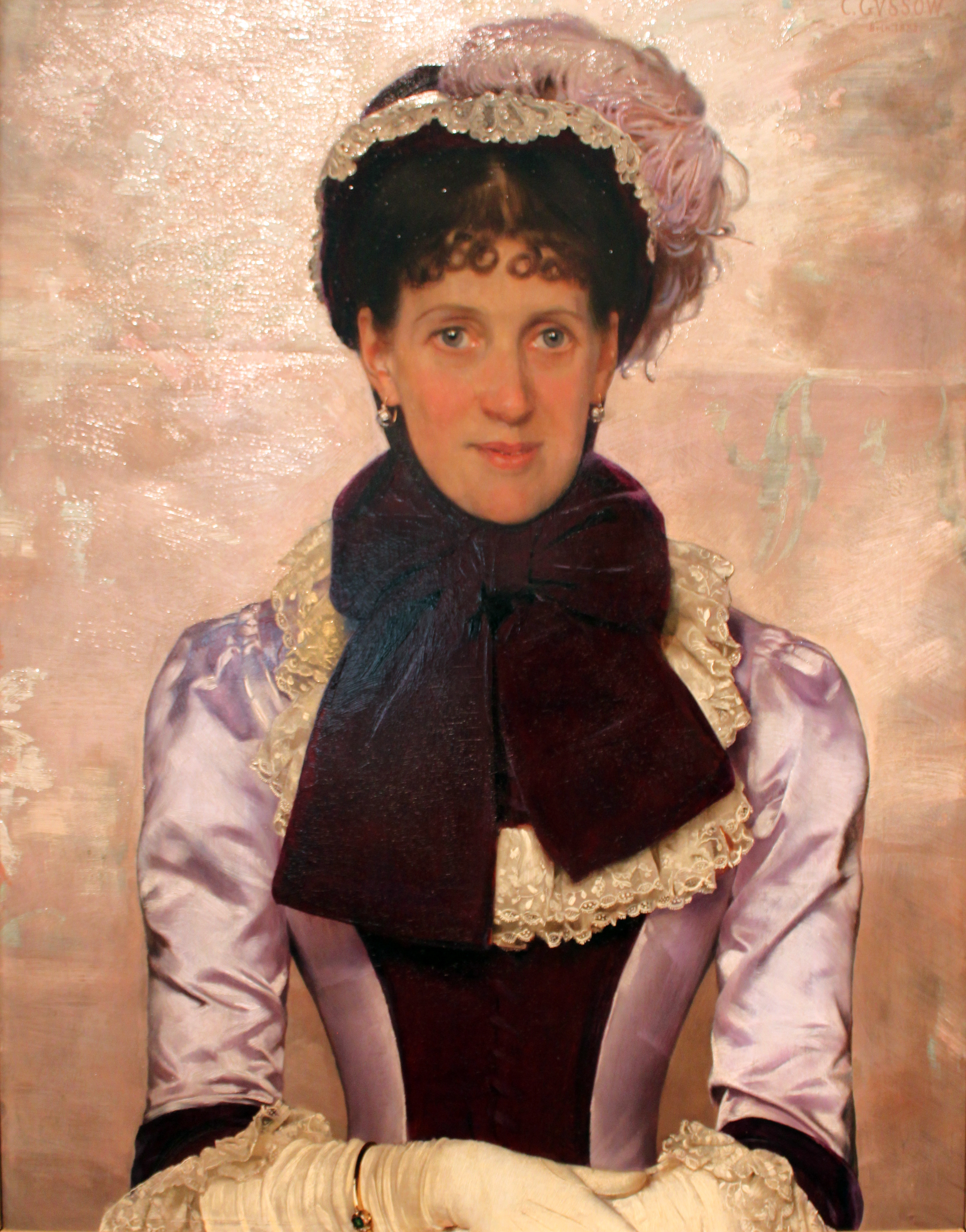
Bildnis einer Frau, 1883
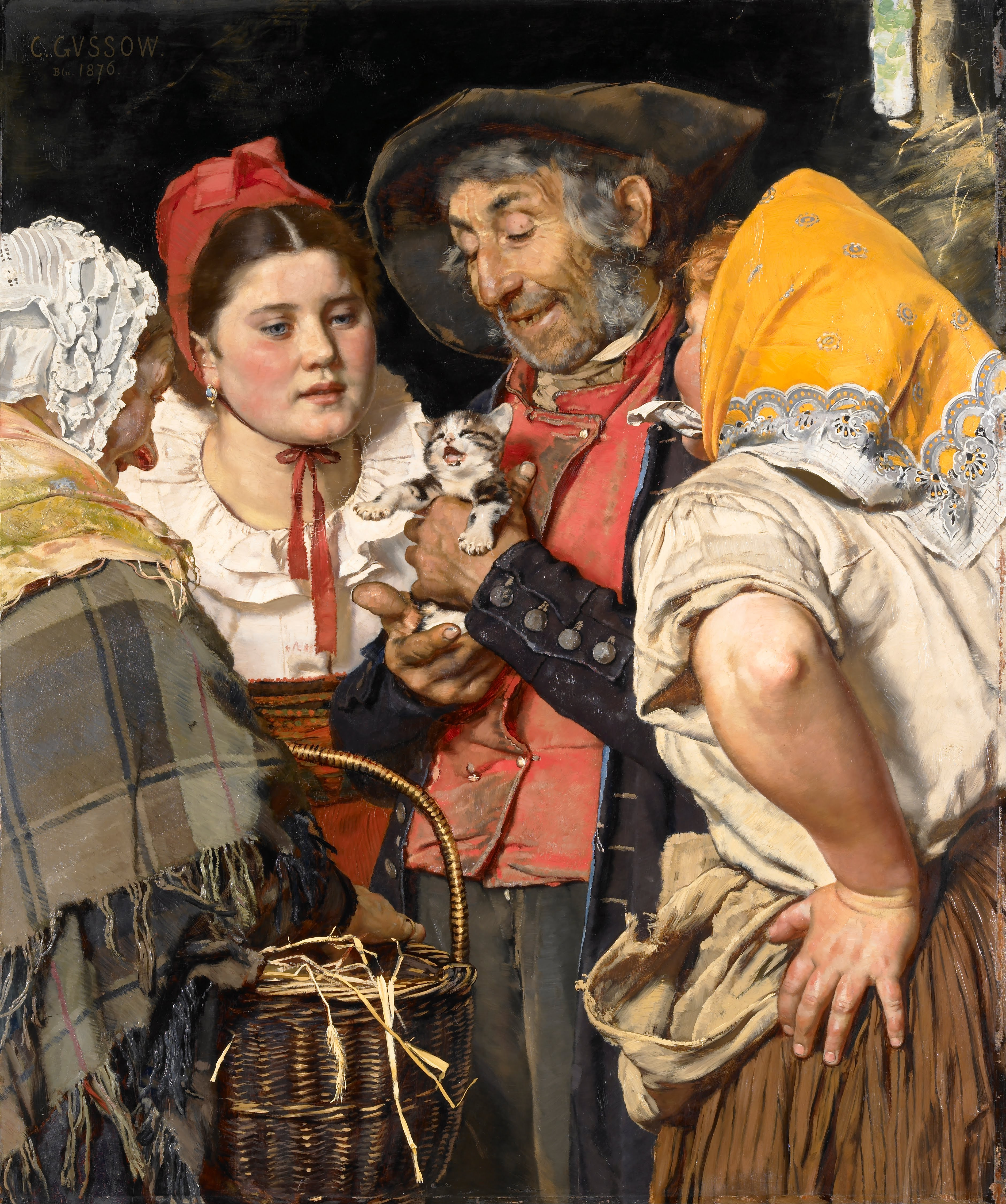
Das Kätzchen
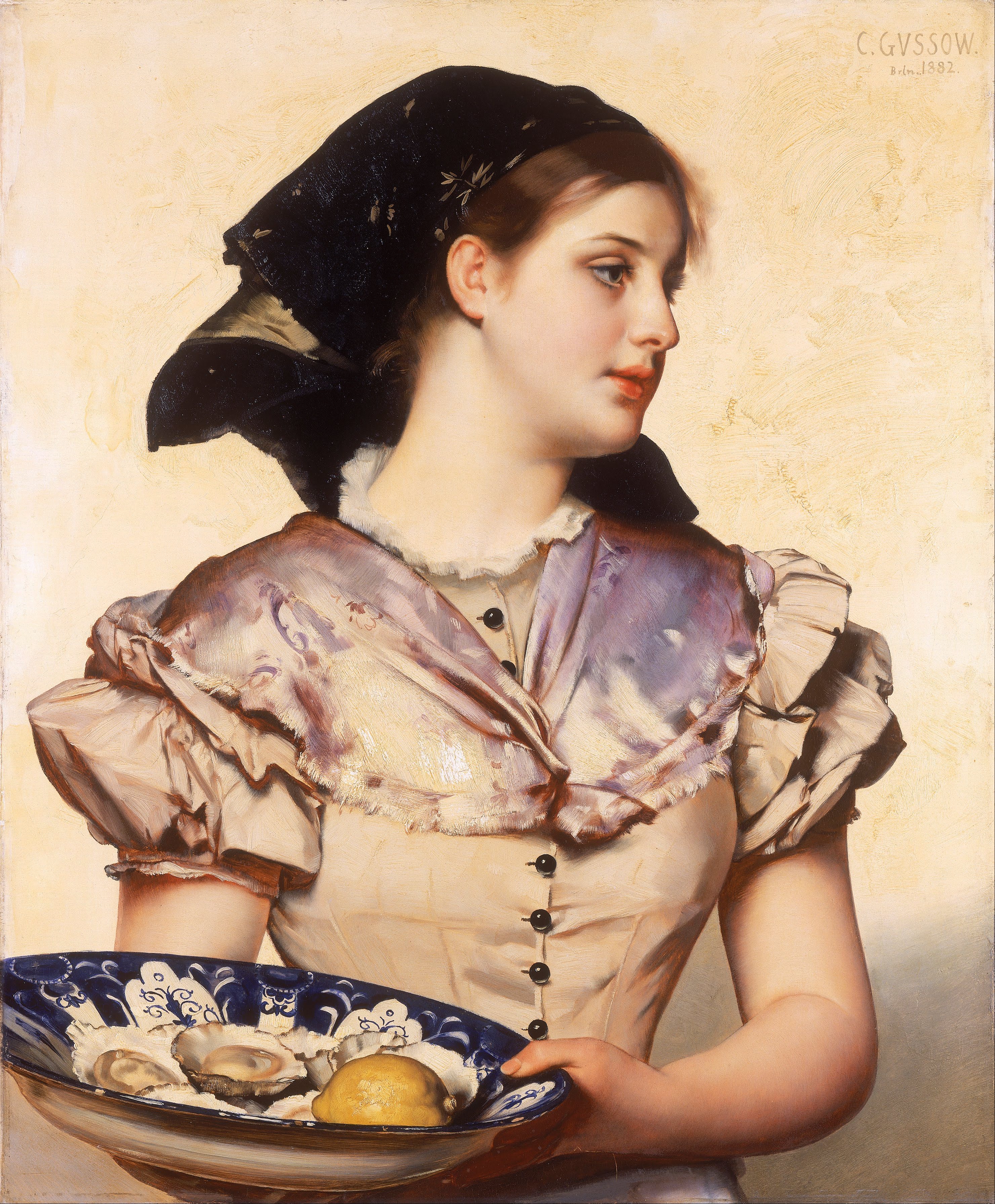
Mädchen mit Austern
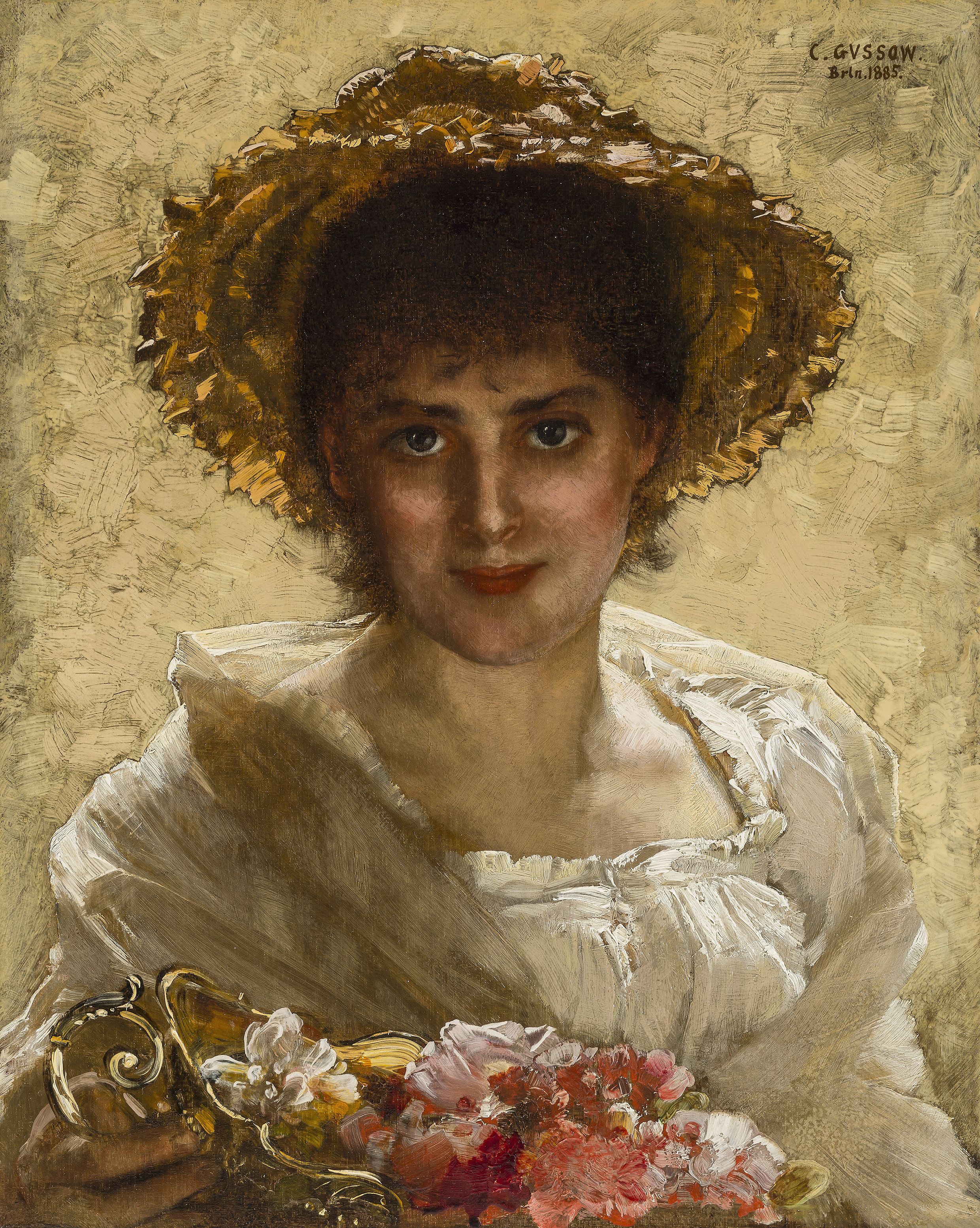
Flora, 1885

## Schüler
- Dorothea Arnd al Raschid (1869–1945)
- Anna Benkendorff (1855–1943)
- Mathilde Block (1850–1932)
- Konrad Boese (1852–1938)
- Adolf Böhm (1844–?)
- Paul Borgmann (1851–1893)[3]
- Anna Costenoble (1863–1930)
- Clara Ewald (1859–1948)
- Martha Fontane (1860–1917)[4]
- Carl Gehrts (1853–1898)
- Otto Goldmann (1844–1915)
- Blanka von Hagen (1842–1885)
- Anna Höchstädt (1854–?)
- Annie Hopf (1861–1918)
- Helen Iversen (1857–1941)
- Max Klinger (1857–1920)
- Elisabeth Krüger (1864–?)
- Rosa Krüger (1861–1936)
- Carl von Marr (1858–1936)
- Max Petsch (1840–1888)[5]
- Hermann Prell (1854–1922)
- Clara von Rappard (1857–1912)
- Adolf Rettelbusch (1858–1934)
- Ottilie Roederstein (1859–1937)
- Marie Tscheuschner (1867–?)
- Carl Cowen Schirm (1852–1928)